# Wolfsbane
Wolfsbane és un grup de heavy metal format a Tamworth, Anglaterra que tenia com a vocalista a Blaze Bayley, qui va passar a ser el vocalista d'Iron Maiden en la dècada de 1990 quan Bruce Dickinson va deixar el grup.
Wolfsbane tenia fama de disposar d'una fidel base de fans, els quals van ser anomenats "Howling Mad Shitheads" o HMS.

## Història
Els seus començaments es remunten a l'any 1984, en el festival de rock de Tamworth, Castle Grounds. Ells eren una banda molt jove que tocava música original perquè en realitat no eren tan bons per a fer covers d'altres bandes. Malgrat això, tenien una actitud i tocaven cada tocata com si fos un concert de gran importància.
La banda va ser fundada per Jeff Hateley (baix) i Jase Edwards (guitarra), amb un nom diferent, el qual eventualment canvi a Wolfsbane. Després es va unir al grup com a cantant Blaze Bayley.
Ells van signar amb Def American records, i Rick Rubin va produir el seu primer àlbum, Live Fast, Die Fast. Comparat amb els inicis de la banda Van Halen, va debutar en el número 50 de la carta Anglesa, però va fallar a generar cap impressió en l'audiència americana. No obstant això per assolir un renom gràcies als seus concerts en viu, van assolir ser teloneros en la gira a Anglaterra d'Iron Maiden en el temps en què el seu segon àlbum fos llançat.
El seu segon àlbum Down Fall The Good Guys va ser un millor intent però igual que el seu predecessor va fallar a generar un impacte comercial pel que la banda va ser deixada per Def American. En moment ells van ser votats com el millor acte en viu a Anglaterra sense tenir un contracte, en el temps en què el seu tercer disc, Massive Noise Injection, va ser llançat.
Va ser durant aquest temps en què Bruce Dickinson anuncia la seva partida deIron Maiden, i Bayley va ser convidat a audicionar per a la banda, però aquest s'hi va negar i va continuar fent concerts amb Wolfsbane. No obstant això a mesura que es feia aparent la idea que la banda mai ser un gran èxit, i durant l'enregistrament de l'àlbum final, Blaze Bayley va canviar de decisió. Blaze Bayley va ser nomenat el nou cantant de Iron Maiden el 23 de desembre de 1993, resultant en la mort de la seva ex-banda.
Alguns membres de Wolfsbane també van tocar sota el nom de Stretch, durant 1995.

## Actualitat
En el present Jase Edwards aquesta tocant amb les bandes The Wildhearts i Ginger, (la banda del líder del grup The Wildhearts) Jeff Hately aquesta tocant en múltiples bandes com Paradise, Kill II This, i Xina Beach, mentre que Steve Danger Elliot aquesta entrenant per a ser un pilot aeri.
Wolfsbane s'ha reagupat per a fer una gira per Anglaterra després de 13 anys de letargia com a headliners de The Wildhearts el proper desembre, van a tocar els dias 17 de Desembre en el Wolverhampton Civic, el 18 de desembre en la Newcastle Academy, el 19 de Desembre en la Manchester Academy, el 20 de Desembre en la Glasgow Academy i el 21 en el London Astoria, sent un dels retrobaments més esperats a Anglaterra. Per una altra part Blaze Bayley va formar una banda, després de la seva sortida de Iron Maiden, anomenat B. L. A. Z. E., amb la qual ha llançat 3 discos en estudi i 2 en viu, assolint un gran acceptació de la crítica sobretot en el segon disc el Tenth Dimension, i amb la qual segueix tocant fins al dia d'avui.

## Membres
- Blaze Bayley - veu
- Jase Edwards - guitarra
- Jeff Hateley - baix
- Steve 'Danger' Elliott - bateria

## Discografia
- 1985 – Wolfsbane (demo)
- 1987 – Dancin' Dirty (demo)
- 1989 – Live Fast, Die Fast
- 1990 – All Hell's Breaking Loose Down at Little Kathy Wilson's Place
- 1991 – In Bed With Wolfsbane (VHS mail order only)
- 1991 – Down Fall The Good Guys
- 1993 – Massive Noise Injection
- 1994 – Wolfsbane
- 2001 – Lifestyles of the Broke and Obscure